# Влахович, Душан
Ду́шан Вла́хович (серб. Душан Влаховић; род. 28 января 2000, Белград) — сербский футболист, нападающий итальянского клуба «Ювентус» и сборной Сербии. Участник чемпионата мира 2022 и чемпионата Европы 2024.

## Клубная карьера
Влахович родился 28 января 2000 года в Белграде. В детстве играл в не самой известной футбольной школе города — «Альтина». Позже были ОФК и один матч в составе «Црвены звезды». Красно-белую команду нападающий сменил на её злейшего врага — «Партизан».

### «Партизан»
В академии чёрно-белых Влахович отлично проявил себя. Всего через год после перехода в «Партизан» он подписал первый профессиональный контракт — в тот момент форварду было всего 15 лет. В начале 2016 года, когда Душану исполнилось 16, он стал тренироваться с главной командой. Его стремление к голам отмечал тогдашний тренер «Партизана» Иван Томич. Специалист сравнил юнца с легендой «Милана» Филиппо Индзаги.
Влахович стал самым молодым футболистом в истории «Партизана». Позднее нападающий стал самым молодым футболистом, забивавшим за «Партизан» (отправил мяч в ворота «Радника», когда ему было 16 лет и 3 месяца), и самым молодым игроком в истории «Вечного дерби» с «Црвеной звездой».
За два года в одной из лучших команд Сербии Влахович привлёк внимание нескольких европейских клубов, таких как «Андерлехт», «Арсенал» и «Ювентус». В 2017 году авторитетный портал goal.com включил серба в список топ-50 мировых талантов, родившихся после 1 января 1998 года.
«Партизан» отклонил все предложения, но летом 2017 года молодой нападающий всё же договорился о предварительном контракте с «Фиорентиной», чем вызвал недовольство руководства чёрно-белых. Влаховича не отпустили в Италию, и он продолжил тренироваться с «Партизаном» до своего 18-летия.

### «Фиорентина»
В начале июля 2018 года Влахович подписал контракт с итальянским клубом «Фиорентина» до 30 июня 2023 года. Сумма трансфера составила 1,5 миллиона евро. Из-за административных норм он не мог играть до 1 июля 2018 года.
В сезоне 2019/20 Влахович был «де-факто» включён в первую команду. 18 августа 2019 года Влахович забил свои первые мячи за «Фиорентину», одержав победу со счётом 3:1 над «Монцей» в Кубке Италии. 10 ноября он забил свои первые мячи в лиге в выездном матче, где «Фиорентина» потерпела поражение со счётом 5:2 против «Кальяри».
В сезоне 2020/21 Влахович стал чаще попадать в стартовый состав, особенно после прихода Чезаре Пранделли. 22 декабря 2020 года он забил мяч в гостевой победе в Турине над «Ювентусом» 3:0, что ознаменовало первую победу на родине «Бьянконери» после 12 лет. Нападающий закончил сезон 2020/21 с 21 забитыми мячами в активе, завоевав титул Лучшего молодого игрока Серии А.
Влахович начал сезон 2021/22, сделав дубль в победном матче со счётом 4:0 над «Козенцой» в Кубке Италии. 31 октября 2021 года он сделал ещё один хет-трик, на этот раз в победном матче со счётом 3:0 над «Специей». 19 декабря 2021 года Влахович забил свой 33-й мяч в Серии А за календарный год, также он стал единственным игроком наряду с Криштиану Роналду в 2020 году, кому покорилась такая отметка в Серии А.

### «Ювентус»
28 января 2022 года, в день своего 22-летия, Влахович подписал с «Ювентусом» четырёхлетний контракт. Сумма сделки составила 70 миллионов евро, а также 10 миллионов евро бонусами за достижение определённых результатов. 6 февраля 2022 года Душан дебютировал за новую команду в матче 24-го тура чемпионата Италии против «Вероны» (2:0) и на 13-й минуте забил свой первый мяч за «Ювентус». 22 февраля 2022 года дебютировал в Лиге чемпионов в матче против «Вильярреала» (1:1), где серб забил мяч на 32-й секунде после паса Данило.
В июле 2022 года сменил свой номер с «7» на «9». В первом матче итальянской Серии А 2022/2023 против «Сассуоло» отличился дублем.

## Карьера в сборной
В 2019 году Влахович играл в молодёжной сборной Сербии. 2 сентября 2020 года Душан впервые был вызван в основную сборную тренером Любишем Тумбаковичем на матчи Лиги наций со сборными России, Турции и Венгрии. 11 октября 2020 года Влахович в матче Лиги наций со сборной Венгрии дебютировал за сборную Сербии, выйдя на 66-й минуте, заменив Мията Гачиновича (0:1). 18 ноября 2020 года Влахович в матче Лиги наций со сборной России забил свой первый мяч за основную сборную и сделал голевой пас на Филипа Младеновича, что помог команде разгромно победить сборную России со счётом 5:0.
11 ноября 2022 года Влахович попал в заявку национальной сборной на чемпионат мира в Катаре. На этом турнире Влахович провёл два матча и отличился только одним мячом в ворота сборной Швейцарии.
18 мая 2024 года Душан получил приглашение в сборную на чемпионат Европы 2024 в Германии, но на этом турнире результативными действиями не отличился.

## Статистика
| Выступление      | Выступление      | Выступление      | Лига | Лига | Кубки | Кубки | Еврокубки | Еврокубки | Итого | Итого |
| Клуб             | Лига             | Сезон            | Игры | Голы | Игры  | Голы  | Игры      | Голы      | Игры  | Голы  |
| ---------------- | ---------------- | ---------------- | ---- | ---- | ----- | ----- | --------- | --------- | ----- | ----- |
| Партизан         | Суперлига        | 2015/16          | 14   | 1    | 4     | 2     | —         | —         | 18    | 3     |
| Партизан         | Суперлига        | 2016/17          | 7    | 0    | 1     | 0     | 1         | 0         | 9     | 0     |
| Партизан         | Итого            | Итого            | 21   | 1    | 5     | 2     | 1         | 0         | 27    | 3     |
| Фиорентина       | Серия А          | 2018/19          | 10   | 0    | 0     | 0     | —         | —         | 10    | 0     |
| Фиорентина       | Серия А          | 2019/20          | 30   | 6    | 4     | 2     | —         | —         | 34    | 8     |
| Фиорентина       | Серия А          | 2020/21          | 37   | 21   | 3     | 0     | —         | —         | 40    | 21    |
| Фиорентина       | Серия А          | 2021/22          | 21   | 17   | 3     | 3     | —         | —         | 24    | 20    |
| Фиорентина       | Итого            | Итого            | 98   | 44   | 10    | 5     | —         | —         | 108   | 49    |
| Ювентус          | Серия А          | 2021/22          | 15   | 7    | 4     | 1     | 2         | 1         | 21    | 9     |
| Ювентус          | Серия А          | 2022/23          | 27   | 10   | 2     | 0     | 13        | 4         | 42    | 14    |
| Ювентус          | Серия А          | 2023/24          | 33   | 16   | 5     | 2     | —         | —         | 38    | 18    |
| Ювентус          | Серия А          | 2024/25          | 29   | 10   | 3     | 1     | 12        | 6         | 44    | 17    |
| Ювентус          | Итого            | Итого            | 104  | 43   | 14    | 4     | 27        | 11        | 145   | 58    |
| Всего за карьеру | Всего за карьеру | Всего за карьеру | 223  | 88   | 29    | 11    | 28        | 11        | 280   | 110   |

### Матчи Влаховича за сборную Сербии
| Матчи Влаховича за сборную Сербии | Матчи Влаховича за сборную Сербии | Матчи Влаховича за сборную Сербии | Матчи Влаховича за сборную Сербии | Матчи Влаховича за сборную Сербии | Матчи Влаховича за сборную Сербии |
| --------------------------------- | --------------------------------- | --------------------------------- | --------------------------------- | --------------------------------- | --------------------------------- |
| №                                 | Дата                              | Соперник                          | Счёт                              | Голы                              | Соревнование                      |
| 1                                 | 11 октября 2020                   | Венгрия                           | 0:1                               | —                                 | Лига наций УЕФА 2020/2021 (B3)    |
| 2                                 | 14 октября 2020                   | Турция                            | 2:2                               | —                                 | Лига наций УЕФА 2020/2021 (B3)    |
| 3                                 | 15 ноября 2020                    | Венгрия                           | 1:1                               | —                                 | Лига наций УЕФА 2020/2021 (B3)    |
| 4                                 | 18 ноября 2020                    | Россия                            | 5:0                               | 1                                 | Лига наций УЕФА 2020/2021 (B3)    |
| 5                                 | 24 марта 2021                     | Ирландия                          | 2:0                               | 1                                 | Отборочные матчи ЧМ-2022          |
| 6                                 | 27 марта 2021                     | Португалия                        | 2:2                               | —                                 | Отборочные матчи ЧМ-2022          |
| 7                                 | 30 марта 2021                     | Азербайджан                       | 2:1                               | —                                 | Отборочные матчи ЧМ-2022          |
| 8                                 | 1 сентября 2021                   | Катар                             | 4:0                               | 1                                 | Товарищеский матч                 |
| 9                                 | 4 сентября 2021                   | Люксембург                        | 4:1                               | —                                 | Отборочные матчи ЧМ-2022          |
| 10                                | 7 сентября 2021                   | Ирландия                          | 1:1                               | —                                 | Отборочные матчи ЧМ-2022          |
| 11                                | 9 октября 2021                    | Люксембург                        | 1:0                               | 1                                 | Отборочные матчи ЧМ-2022          |
| 12                                | 12 октября 2021                   | Азербайджан                       | 3:1                               | 2                                 | Отборочные матчи ЧМ-2022          |
| 13                                | 11 ноября 2021                    | Катар                             | 4:0                               | 1                                 | Товарищеский матч                 |
| 14                                | 14 ноября 2021                    | Португалия                        | 2:1                               | —                                 | Отборочные матчи ЧМ-2022          |
| 15                                | 24 сентября 2022                  | Швеция                            | 4:1                               | —                                 | Лига наций УЕФА 2022/2023 (B4)    |
| 16                                | 27 сентября 2022                  | Норвегия                          | 2:0                               | 1                                 | Лига наций УЕФА 2022/2023 (B4)    |
| 17                                | 18 ноября 2022                    | Бахрейн                           | 5:1                               | 1                                 | Товарищеский матч                 |
| 18                                | 24 ноября 2022                    | Бразилия                          | 0:2                               | —                                 | Чемпионат мира 2022               |
| 19                                | 2 декабря 2022                    | Швейцария                         | 2:3                               | 1                                 | Чемпионат мира 2022               |
| 20                                | 24 марта 2023                     | Литва                             | 2:0                               | 1                                 | Отборочные матчи ЧЕ-2024          |
| 21                                | 27 марта 2023                     | Черногория                        | 2:0                               | 2                                 | Отборочные матчи ЧЕ-2024          |
| 22                                | 7 сентября 2023                   | Венгрия                           | 1:2                               | —                                 | Отборочные матчи ЧЕ-2024          |
| 23                                | 10 сентября 2023                  | Литва                             | 1:0                               | —                                 | Отборочные матчи ЧЕ-2024          |
| 24                                | 15 ноября 2023                    | Бельгия                           | 0:1                               | —                                 | Товарищеский матч                 |
| 25                                | 19 ноября 2023                    | Болгария                          | 2:2                               | —                                 | Отборочные матчи ЧЕ-2024          |
| 26                                | 4 июня 2024                       | Австрия                           | 1:2                               | —                                 | Товарищеский матч                 |
| 27                                | 8 июня 2024                       | Швеция                            | 3:0                               | —                                 | Товарищеский матч                 |
| 28                                | 16 июня 2024                      | Англия                            | 0:1                               | —                                 | Чемпионат Европы 2024             |
| 29                                | 20 июня 2024                      | Словения                          | 1:1                               | —                                 | Чемпионат Европы 2024             |
| 30                                | 25 июня 2024                      | Дания                             | 0:0                               | —                                 | Чемпионат Европы 2024             |
| 31                                | 15 ноября 2024                    | Швейцария                         | 1:1                               | —                                 | Лига наций УЕФА 2024/2025 (A4)    |
| 32                                | 18 ноября 2024                    | Дания                             | 0:0                               | —                                 | Лига наций УЕФА 2024/2025 (A4)    |

Итого: 32 матчей / 13 голов; 15 побед, 10 ничьих, 7 поражений.

## Достижения

### Командные
«Партизан»
- Чемпион Сербии: 2016/17
- Обладатель Кубка Сербии (2): 2015/16, 2016/17

«Ювентус»
- Обладатель Кубка Италии: 2023/24

### Личные
- Футболист года в Сербии: 2024
- Лучший молодой футболист Серии А: 2020/21[27]
- Игрок месяца в Серии А (2): декабрь 2021[28], январь 2024[29]
- Член символической «сборной сезона» Серии А (2): 2021/22[30], 2023/24[31]
- Лучший бомбардир Кубка Италии: 2021/22[32]
- Лучший нападающий Серии А: 2023/24[33]